# Angeli del fango

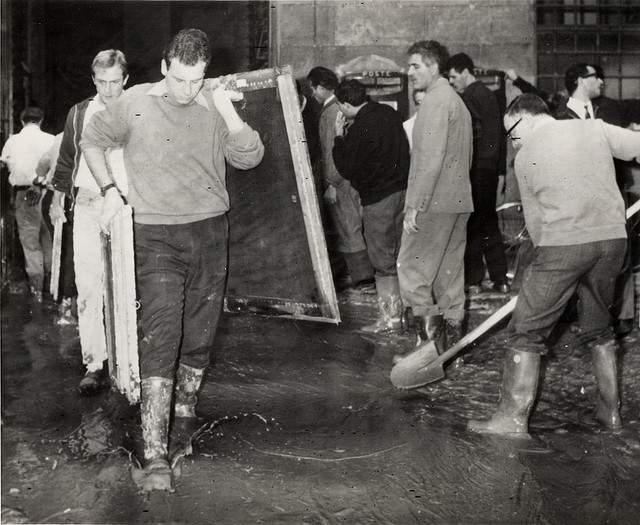
Volontari agli Uffizi, Firenze 1966

Angeli del fango è l'espressione usata per denominare le persone, in prevalenza giovani, che contribuirono ad affrontare l’emergenza successiva all'alluvione di Firenze del 4 novembre 1966 e che furono di supporto alla prima ricostruzione.
I giovani volontari provenivano da molte parti d'Italia e dall'estero. Tra loro alcuni stranieri abitavano già a Firenze, altri arrivarono subito dopo l'esondazione; tutti si misero all'opera per aiutare la popolazione colpita e per recuperare, salvandole dal fango, le opere d'arte, i dipinti, le statue ed i libri che altrimenti sarebbero andati perduti.
I giovani che accorsero a Firenze, insieme al volontariato italiano e internazionale e agli aiuti provenienti da moltissimi paesi del mondo, realizzarono un esempio di solidarietà globale di fronte a una catastrofe naturale.

## Origine della locuzione

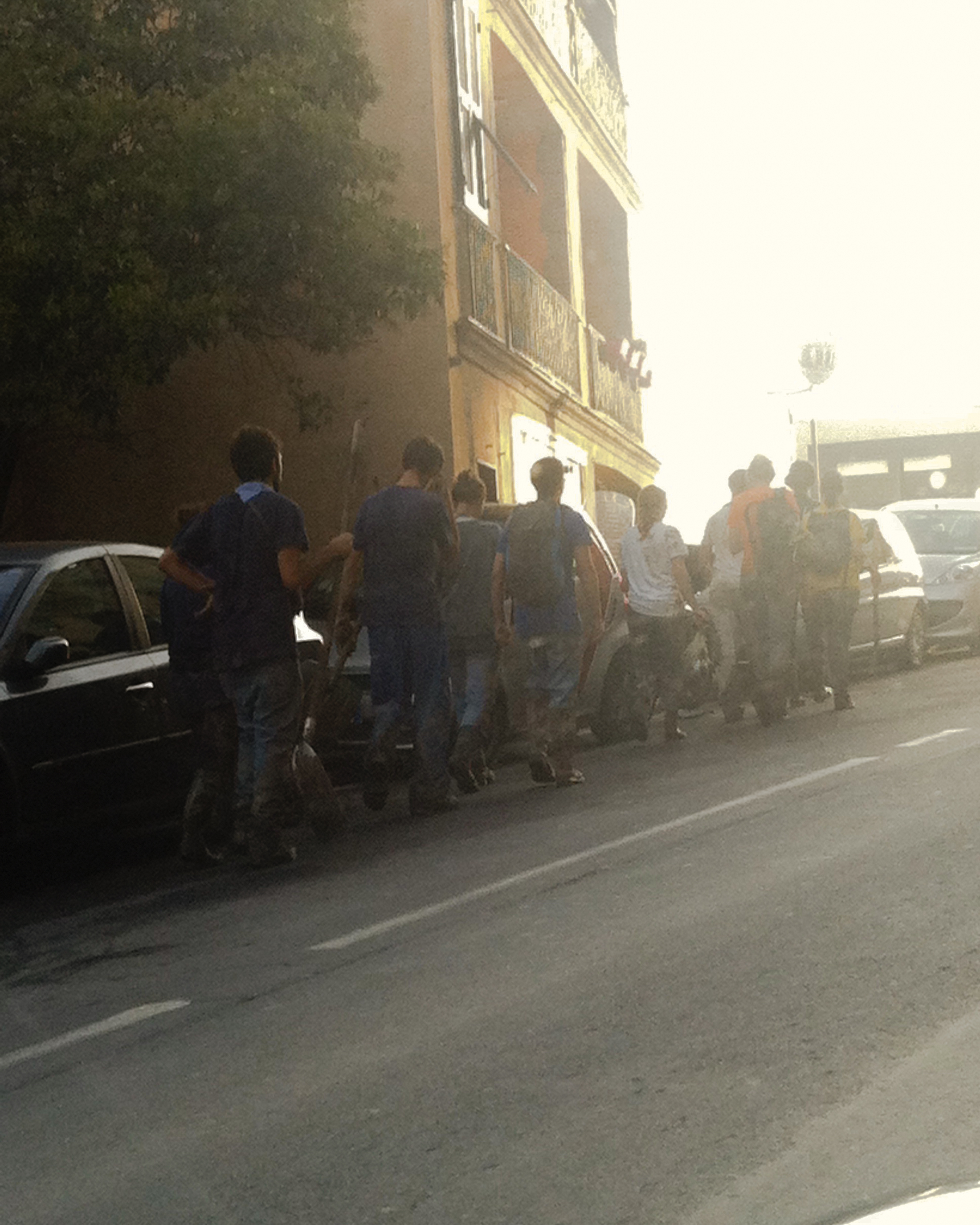
Angeli del fango si allontanano la sera, dopo l'alluvione di Genova del 9 e 10 ottobre 2014

L'etimologia greca di Angelo indica il messaggero, colui che giunge sul luogo dell'azione, venendo da un "altrove". Sebbene le origini lessicografiche della locuzione non siano del tutto note, il primo ad averla utilizzata risulta il giornalista fiorentino Giovanni Grazzini in un articolo sul Corriere della Sera del 10 novembre 1966, in riferimento ai giovani volontari in azione nel quartiere di Santa Croce, e in riferimento all'alluvione di Firenze del 1966.
Con il tempo la locuzione ha assunto un significato più ampio, anche per il suo utilizzo negli scritti di Piero Bargellini, sindaco di Firenze dell'epoca, poi noto a livello internazionale proprio come il "sindaco dell'alluvione" a partire dal 1969. L'espressione è stata utilizzata, a partire dall'alluvione di Genova del 1970, in altri eventi catastrofici tipicamente alluvionali per indicare gli aiuti portati volontariamente, soprattutto dai giovani, alle popolazioni.
Durante le catastrofi dei decenni successivi e, in particolare, dopo la nascita della Protezione civile in Italia, gli interventi di soccorso sono organizzati da corpi dello Stato e delle regioni in modo professionale. Gli interventi dei volontari non organizzati o addestrati, quando necessari, sono stati pertanto generalmente incanalati all'interno della gestione portata della protezione civile stessa.

## Chi erano

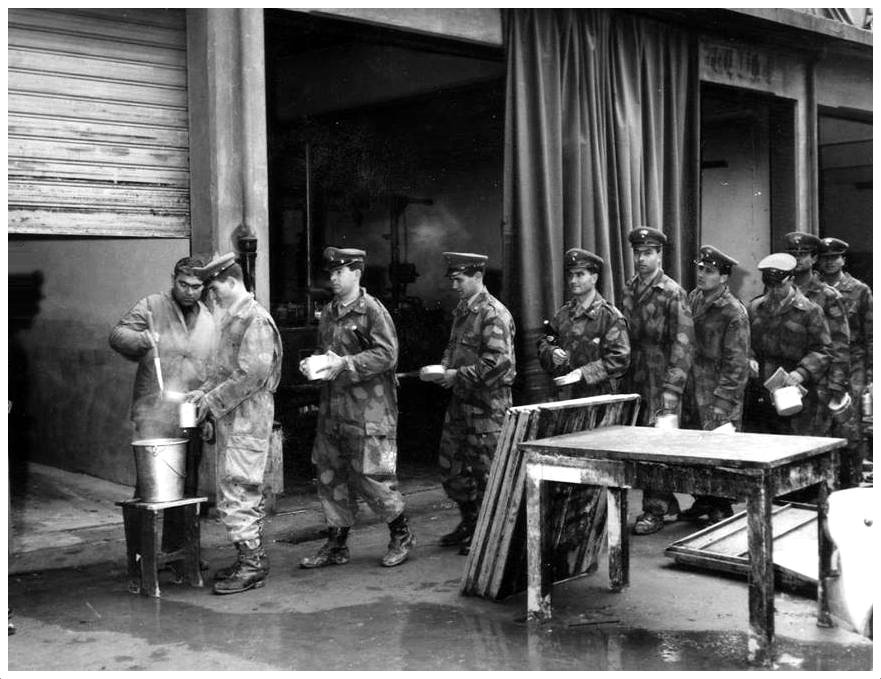
Allievi Sottufficiali Carabinieri di Firenze del 59º Corso si rifocillano durante le operazioni di soccorso, Firenze 1966

La denominazione di Angeli del fango, dunque, è in genere utilizzata per indicare coloro che vengono da fuori e che non hanno alcuno specifico interesse a liberare strade e case e a ripulire chiese, biblioteche e musei non appartenenti alla loro quotidianità, se non la percezione, mossa da intenti solidaristici, che ciò sia patrimonio dell'intera società. Se, infatti, furono molti i giovani fiorentini abitanti nelle aree non alluvionate che prestarono opera volontaria, vari di essi rifiutarono la denominazione di angeli, distinguendo fra quanto fatto dalla comunità locale e dalle sue associazioni, espressione piuttosto di un vivo senso civico, dal contributo portato dagli Angeli del fango e in generale dalla solidarietà nazionale e internazionale.
Talvolta sono stati inclusi tra gli Angeli del fango di Firenze, in senso più generale, gli appartenenti ai corpi delle forze armate, vigili del fuoco, organizzazioni di pubblica assistenza preposte al soccorso come loro missione istituzionale o costitutiva, soprattutto in riferimento ad azioni che in qualche modo trascesero il loro dovere.
Diverso è il caso dei 700 frequentatori/alluvionati del 59º corso sottufficiali carabinieri della caserma Mameli di Firenze, i quali, pur essendo inquadrati tecnicamente in un corpo delle forze armate, vivevano ancora lo status di allievi, non appartenenti ad alcun reparto operativo e privi di mezzi tecnici. Essi, anteponendo le esigenze della popolazione alle proprie, si mobilitarono immediatamente, sin dallo stesso giorno 4, salvando vite umane e contribuendo ad affrontare l'emergenza per i successivi 50 giorni circa. Sono stati poi denominati "Angeli del fango con gli Alamari".
Numerosi volontari che arrivarono a Firenze a portare il proprio aiuto dopo l'alluvione, negli anni successivi, hanno acquisito notorietà come personaggi pubblici, artisti, politici, giornalisti, scrittori e poeti. Tra questi: Joan Baez, Gualtiero Bassetti, Pier Luigi Bersani, Giuseppe Betori, Massimo D'Alema, Francesco De Gregori, Miguel Otero Silva, Joschka Fischer, Giuliano Pisapia, Antonello Venditti e molti altri.

## Provenienza
Nei due mesi successivi all’alluvione il numero dei giovani arrivati nella sola città di Firenze in modo spontaneo o organizzato (dalle scuole, dalle università, dal movimento Scout, ecc.) anche per periodi brevi è di incerta valutazione,ma dalla città di Pisa, con l’aiuto dell’esercito, partirono molti studenti degli istituti superiori e per diversi giorni andarono in aiuto alle famiglie e alle attività sommerse dal fango nei paesi della provincia confinanti con quella di Firenze.Una stima a posteriori si attesta intorno a 12.000. Per quanto riguarda gli Scout la loro stima per tutto il periodo è di 7.000 volontari da loro organizzati. Le due associazioni che si mobilitarono prontamente e che già nelle prime ore del disastro erano sul posto, furono ASCI (oggi AGESCI) e CNGEI. Anche sul fronte universitario dopo pochi giorni erano circa mille gli studenti volontari impegnati nelle operazioni di primo soccorso, organizzati all'interno dell'ORUF (Organismo rappresentativo degli universitari fiorentini), i quali suddivisi in squadre affiancarono le organizzazioni rionali negli interventi e fin dal 6 novembre riaprirono la mensa di Sant'Apollonia per offrire il vitto quotidiano.
Altre stime sono basate su dati delle strutture di accoglienza di quel periodo e non comprendono molti giovani che arrivarono anche per una sola giornata. Diverse valutazioni sono riportate su numerose pubblicazioni ed elenchi di Angeli del fango, basati prevalentemente su autodichiarazioni e realizzati in tempi diversi, in particolare in occasione dei Raduni degli Angeli organizzati di solito nelle ricorrenze decennali. Nel quarantennale del 2006 circa 2.000 Angeli parteciparono al raduno. Le provincie italiane non alluvionate che hanno più contribuito sono state quella di Firenze (Prato, Fiesole, Sesto Fiorentino, ecc.) e quelle di Pisa,Pistoia, Lucca e di Arezzo. Molti giovani arrivarono dall'Emilia Romagna e in particolare dalla zona di Bologna. Proprio a Bologna nacque la maggiore tra le associazioni degli Angeli fiorentini, il Comitato bolognese degli Angeli del fango, che ha operato anche nei decenni successivi in azioni di solidarietà. Per quanto riguarda gli stranieri numerosi erano gli statunitensi che già studiavano a Firenze e a Roma e che subito si mobilitarono. Forte fu la presenza dei britannici, dei francesi e dei tedeschi.
Nel cinquantennale dell'Alluvione dei circa un migliaio di ex volontari parteciparono alle celebrazioni. Oltre 600 si registrarono nell'archivio informatico degli Angeli avviato nell’ambito del Progetto Toscana Firenze 2016 poi confluito nell'Archivio degli angeli del Fango del CEDAF.

## Organizzazione
I giovani arrivati nei primi giorni, dopo il 4 novembre 1966, dormirono inizialmente anche su treni, messi a disposizione delle Ferrovie e nell'ostello, quindi in strutture di accoglienza provvisorie organizzate da varie istituzioni, anche religiose, come gli Scout fiorentini coordinati da Luca Uzzielli, Giannozzo Pucci e Marco Cellai, incaricati dal Sindaco Piero Bargellini. Anche le Istituzioni dove i giovani prestavano la loro opera di soccorso durante il giorno, organizzarono rapidamente in modo strutturato l'accoglienza, il vitto e l'alloggio. Alla Biblioteca Nazionale Centrale di Firenze si gestirono in modo concreto varie questioni come le vaccinazioni, i pasti, i turni, le attrezzature, l’igiene personale, o anche l'alloggio; una sessantina dei volontari che operavano in biblioteca erano ospitati presso Villa Fabbricotti.
Anche molte famiglie della città accolsero i giovani nella cosiddetta 'prima ondata', quella che si concluse la notte di capodanno con una fiaccolata che dalla Basilica di San Miniato arrivò in Piazza Santa Croce. I volontari giunti a Firenze dal gennaio 1967 appartenevano alla cosiddetta seconda ondata, quando insieme a nuovi Angeli molti giovani tornarono per continuare il loro aiuto negli esercizi commerciali e nelle abitazioni o presso le istituzioni pubbliche dove già avevano prestato aiuto, potendo contare su un'accoglienza meglio organizzata, anche ospitati e spesso sostenuti con rimborsi spese da parte di coloro che venivano aiutati oppure delle organizzazioni di soccorso nazionali e internazionali che nel frattempo si erano costituite ed operavano soprattutto nel settore dei beni culturali. È il caso del CRIA, lo statunitense Commitee to Rescue Italian Art, che oltre a realizzare alcuni importanti progetti per il recupero ed il restauro di varie tipologie di beni culturali, offrì l'opportunità a numerosi giovani studenti americani di parteciparvi.

## Attività

I cosiddetti angeli del fango all'opera, Firenze 1966

I giovani nei primi due mesi lavorarono per pulire, sgomberare gli edifici colpiti, le abitazioni private, le cantine e i negozi, dal fango e dalla nafta, per recuperare e mettere in salvo oggetti privati e, soprattutto, beni culturali conservati in chiese, biblioteche, archivi e musei danneggiati e che dovevano essere velocemente sottratti all'umidità e alla sporcizia e recuperati dal fango per essere sottoposti ai primi interventi di restauro. Il salvataggio dei libri rimasti sepolti nel fango nei depositi sotterranei, soprattutto alla Biblioteca Nazionale Centrale, è diventato uno dei simboli dell’alluvione tanto che nel portico d'ingresso della biblioteca in occasione del primo anniversario dell'alluvione è stata posta una targa commemorativa in ricordo proprio dei giovani volontari che vi avevano operato «tra l'acqua ed il fango con generosa abnegazione», secondo le parole dell'allora presidente dell'Accademia della Crusca, Bruno Migliorini.
Già a gennaio del 1967 la città era stata sostanzialmente ripulita e i beni culturali messi in sicurezza. Gli interventi di rapida emergenza dove potevano essere impiegati giovani che non avevano di solito alcuna professionalità specifica non erano più necessari. Rimanevano ancora molte abitazioni ed esercizi commerciali su cui intervenire e la seconda ondata degli Angeli contribuì alla ricostruzione completata dai fiorentini e dalle organizzazioni pubbliche dello Stato, del Comune, della Regione e delle assistenze nazionali e internazionali e dai cittadini organizzati nei Quartieri soprattutto dalle Parrocchie e dalle Case del Popolo.

### Intervento presso la Biblioteca nazionale centrale di Firenze
Si deve al direttore della Biblioteca nazionale, Emanuele Casamassima, l'idea di fare entrare nei depositi librari i giovani volontari che sin dal 5 novembre offrirono il loro aiuto per il recupero delle raccolte danneggiate, organizzando delle vere e proprie catene umane, inizialmente prive di qualsiasi attrezzatura minima come stivali e guanti di gomma, per prelevare dal fango i singoli volumi e riportarli in luoghi asciutti o in preparazione di primissimi interventi di asciugatura. Si stima che in questa fase emergenziale ogni giorno fossero in media circa 500 i volontari in azione, con picchi di circa mille, con i quali collaborarono il personale della maggiore biblioteca italiana e una cinquantina di militari messi a disposizione. Dopo circa una settimana, quando riprese almeno parzialmente la circolazione nelle strade cittadine, i libri recuperati dai depositi vennero caricati direttamente su mezzi di trasporto in attesa in piazza Cavalleggeri diretti verso luoghi di essiccazione e pulizia. Nonostante l'avvio estemporaneo del lavoro dei volontari e le difficoltà oggettive, furono individuate da subito le priorità e stabilìte le istruzioni da fornire agli Angeli su come maneggiare e dove depositare i libri alluvionati. L'organizzazione per la gestione dell'emergenza messa a punto in BNCF non è stata solo un simbolo, ma all'indomani della catastrofe divenne un modello per i vari istituti librari e archivistici della città. Grazie al grande numero di manodopera messa a disposizione dagli Angeli del fango fu possibile il recupero rapido dei beni, scongiurandone la perdita o il danneggiamento ancora più grave dovuto ad attacchi di muffe o altri agenti microbici.
Di tutte le varie operazioni di soccorso alla Biblioteca Nazionale Centrale di Firenze, come anche dei momenti di vita quotidiana degli Angeli del fango si è conservata un'importante documentazione fotografica presso la stessa biblioteca, resa pubblica in occasione della esposizione per la ricorrenza del cinquantenario.

## Le motivazioni
Le ragioni che spinsero tanti giovani ad accorrere a Firenze sono state ben spiegate da Edward Kennedy durante la sua visita alla Biblioteca Nazionale Centrale, immortalata in alcune fotografie molto note di David Lees.
(Sandro Pintus, Silvia Messeri, Novembre 1966. L'alluvione a Firenze)
I giovani percepivano che stavano perdendo le radici del loro futuro, che sentivano rappresentate dai libri in pericolo.
Decisivo nel fare accorrere i giovani a Firenze fu il ruolo dei media nazionali e internazionali. Per la diffusione globale, ebbe un grosso impatto il documentario, realizzato ai primi di dicembre 1966 da Franco Zeffirelli con Richard Burton. Il film dedicò ampio spazio agli Angeli del fango in particolare internazionali, consolidando la fortuna della loro immagine.
L'afflusso a Firenze si colloca in un'evoluzione del mondo giovanile che, negli anni Sessanta, cominciava a viaggiare in tutto il mondo. Questo fenomeno era già in atto prima dell'alluvione tanto che erano nati ostelli della gioventù.
Il legame dei giovani di Firenze con i successivi movimenti di contestazione è stato spesso evidenziato in libri e nei media (ne è un esempio il film "La meglio gioventù" di Marco Tullio Giordana) anche se è stata sottolineata la diversità tra lo spirito ‘ricostruttore’ degli Angeli del fango e quello ‘demolitore’/’contestatore’ dei protagonisti dei movimenti studenteschi.

## Documenti e testimonianze
I libri e gli articoli sull'argomento sono numerosi ma ancora prevalentemente a carattere di cronaca o di raccolta di memorie personali.
Ricca è la documentazione di fotografie, quasi tutte in bianco e nero, che testimoniano l'azione degli Angeli del fango nei vari luoghi cittadini. Tra le raccolte più significative quella della Biblioteca Nazionale Centrale di Firenze, interamente digitalizzata e quasi totalmente visualizzabile online.
I documentari e i video amatoriali prodotti nelle settimane successive all'alluvione non sono numerosi, mentre interviste e citazioni sugli Angeli sono inserite in documenti che riguardano anche altri protagonisti dei soccorsi.
Sono disponibili su RaiPlay gran parte dei documentari e interviste realizzate dalla RAI nei cinquant'anni successivi al 1966.
L'impatto dell'Alluvione del 1966 sugli sviluppi politici e sociali della fine degli anni sessanta è stato lungamente citato ed analizzato in libri, articoli e film.
In occasione del cinquantesimo anniversario, Alessandro Barbieri ha composto quattro canzoni dedicate agli Angeli del fango.
Nel 2016, Francesco Niccolini ha scritto per il teatro Il filo dell'Acqua che è stato rappresentato dalla Cooperativa Arca Azzurra in occasione del cinquantesimo anniversario.
Alcuni romanzi, anche a carattere poliziesco, contengono riferimenti agli Angeli del fango di Firenze, come ad esempio le opere di Leonardo Gori, Fabio Baldassarri e Laura Nicastro.

## I raduni

### 1996 - Trentesimo anniversario
In ricordo delle alluvioni del 1966 le celebrazioni furono organizzate in modo congiunto dagli allora sindaci di Firenze, Mario Primicerio, e di Venezia, Massimo Cacciari.
In occasione del trentennale fu restaurato il monumento di Gaetano Auzzi "Stele dell’Amicizia" collocato in Piazza Poggi nel quartiere di San Niccolò. Era stato inaugurato il 4 novembre 1976 e realizzato a cura degli Enti locali nel decimo anniversario.

### 2006 - Quarantesimo anniversario
È stato il raduno più partecipato, organizzato dal Comune di Firenze e coordinato da Erasmo D’Angelis. Esso vide la presenza di oltre duemila Angeli.

### 2016 - Cinquantesimo anniversario
Il 4 novembre 2016 l'anniversario fu celebrato nel Salone dei Cinquecento a Palazzo Vecchio alla presenza del presidente della Repubblica Sergio Mattarella e con la rievocazione della fiaccolata dei volontari.
In questa occasione è stato realizzato, dal Comitato Toscana Firenze 2016 e dalla Fondazione Sistema Toscana, l'Archivio ufficiale degli Angeli del fango che è confluito nel CEDAF.

## Il francobollo commemorativo di Poste italiane
In occasione del cinquantennale dell'alluvione, le Poste Italiane hanno coniato il francobollo commemorativo degli Angeli del fango, con il disegno vincitore del concorso tra le scuole primarie organizzato dal Comitato Toscana Firenze 2016 e dal Consiglio Regionale della Toscana. Il concorso è stato ispirato da una raccolta di disegni e racconti dei bambini alluvionati.